# Charles Atlas
Charles Atlas, pseudonimo di Angelo Siciliano (Acri, 30 ottobre 1892 – Long Beach, 24 dicembre 1972), è stato un culturista italiano naturalizzato statunitense, figura rappresentativa del bodybuilding ed autore di un popolare corso di culturismo diffuso in tutto il mondo che attrasse molti adepti.

## Biografia
Angelo Siciliano nacque ad Acri, in provincia di Cosenza, il 30 ottobre 1892. "Angelino", come era anche chiamato, si trasferì a Brooklyn, New York, nel 1903 e iniziò a lavorare in una fabbrica produttrice di cuoio. Da sempre dedito all'esercizio fisico, inizialmente ha provato molte forme di esercizio, usando pesi, la carrucola e praticando ginnastica ritmica. Atlas ha più volte affermato di essere stato ispirato, nell'esercizio fisico, da altri sostenitori del fitness e della salute che lo hanno preceduto, tra cui Eugen Sandow e Bernarr MacFadden.
Negli anni '20, nonostante le difficoltà economiche iniziali, sviluppò il proprio sistema di esercizi che in seguito fu chiamato "Dynamic Tension" (una frase coniata da Charles Roman), che ottenne un notevole successo, soprattutto grazie gli annunci stampati in fumetti.
Bernarr MacFadden, editore della rivista Physical Culture, ha soprannominato Siciliano "L'uomo più bello d'America" nel 1921 e "Americas Most Perfectly Developed Man" in un concorso del 1922 tenutosi al Madison Square Garden. Nel 1922, all'età di 30 anni, cambiò ufficialmente il suo nome in Charles Atlas, poiché suonava molto più americano.
Morì per un attacco di cuore in ospedale il 24 dicembre 1972 a Long Beach, New York, all'età di 80 anni. Sua moglie Margaret, con cui era stato sposato per anni, era morta sette anni prima. Nunziato Siciliano, il padre di Atlas, che era tornato in Italia poco dopo essere arrivato negli Stati Uniti nel 1903, visse fino ai 90 anni. Il figlio di Atlas, Charles Jr., è morto nell'agosto 2008 all'età di 89 anni.

## Il programma Dynamic Tension
Il programma "Dynamic Tension" di Atlas consisteva in dodici lezioni. Ogni lezione era integrata con foto di Atlas che dimostravano gli esercizi. I libretti delle lezioni di Atlas erano provvisti di commenti sul programma stesso e davano ai lettori un invito a scrivere lettere per aggiornare Atlas sui loro progressi e sulle loro storie.
Tra le persone che hanno seguito il corso di Atlas c'erano Max Baer (campione di boxe dei pesi massimi dal 1934 al 1935), Rocky Marciano (campione di boxe dei pesi massimi dal 1952 al 1956), Joe Louis (campione di boxe dei pesi massimi dal 1937 al 1949), David Prowse (campione britannico di sollevamento pesi e attore di Dart Fener), e Allan Wells (campione dei 100 metri dei Giochi Olimpici di Mosca del 1980).

## Gli annunci stampati

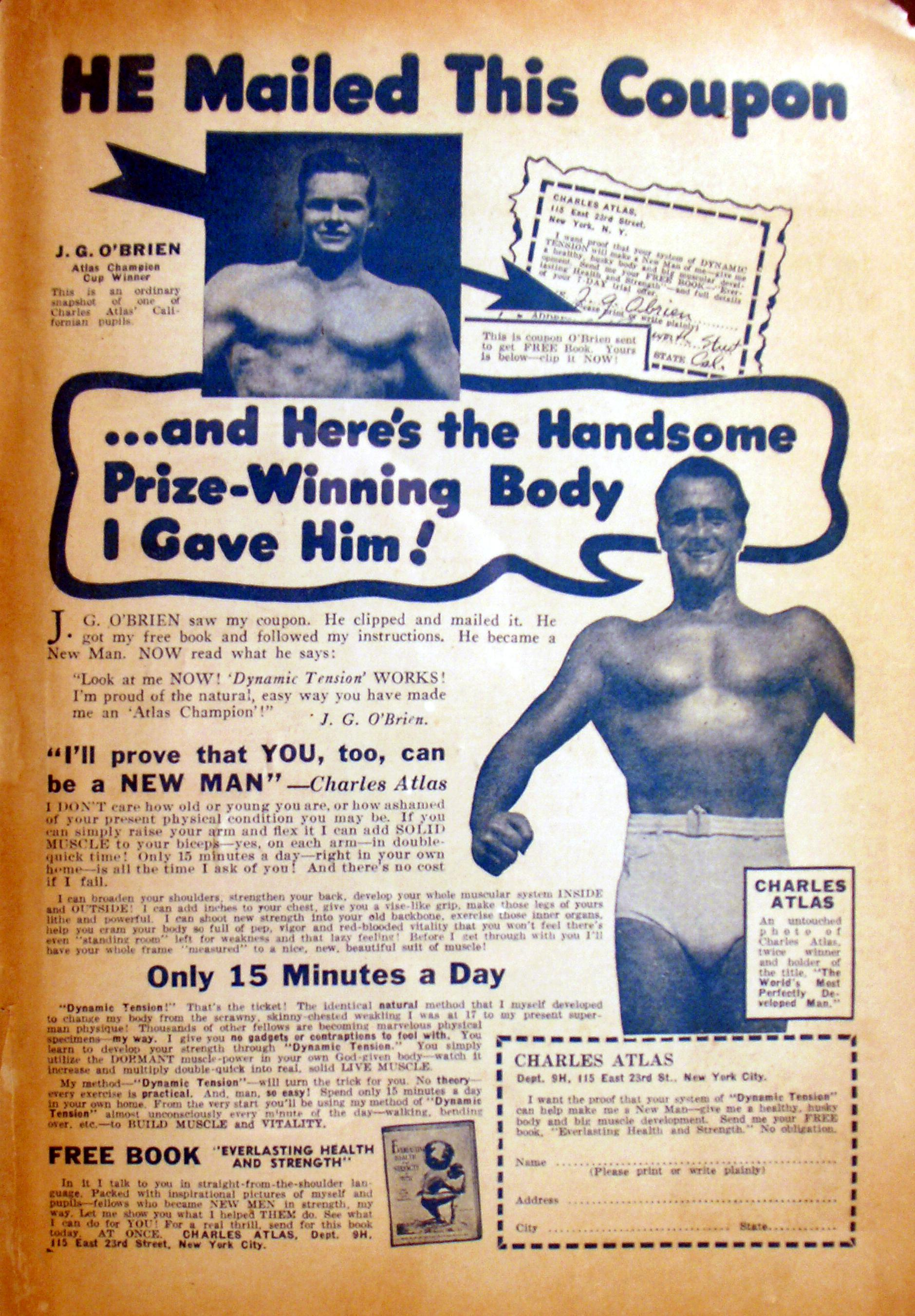
Rivista raffigurante Charles Atlas

Le famose pubblicità stampate di Charles Atlas divennero iconiche soprattutto perché furono stampate in forma di cartone animato dagli anni '30 in poi e in molti fumetti dagli anni '40 in poi ( e in effetti continuarono molto dopo la morte di Atlas). Lo scenario tipico (solitamente espresso sotto forma di fumetto), prevedeva che un giovane magro (di solito accompagnato da una compagna) venisse minacciato da un bullo. Il bullo "sottomette" il "debole ragazzo di 44kg e anche la ragazza si unisce alla derisione (insieme al bullo). Il giovane torna a casa, si arrabbia (di solito lo dimostra quando prende a calci una sedia) e comincia a seguire il programma di Atlas. Tempo dopo, muscoloso, ritorna al luogo della sua vittimizzazione iniziale, cerca il bullo e lo picchia. Viene ricompensato dal rapido ritorno della sua ragazza e dall'ammirazione degli astanti.
Si diceva che l'annuncio fosse basato su un'esperienza che il vero Atlas aveva avuto da ragazzo. Con diverse modifiche, è stato per decenni un pilastro dei fumetti e delle riviste per ragazzi. Gli annunci di solito si concludono con le parole "Puoi eseguire questi esercizi quasi ovunque".
Gli slogan di Charles Atlas usati per la pubblicità nel 1932 includevano "Battle Fought in Bed that made Fred a He-Man!", "Insult that made a Man out of Mac" e "Let Me Give You a Body that Men Respect and Women Admire ! ".